# Relations entre le Bangladesh et la Serbie
Les relations entre le Bangladesh et la Serbie sont les relations bilatérales de la république populaire du Bangladesh et de la république de Serbie.

## Relations diplomatiques
Les relations entre la Yougoslavie et le Bangladesh ont été officiellement établies en 1971, immédiatement après l'indépendance du Bangladesh. Cette situation s'est poursuivie jusqu'à aujourd'hui, la Serbie étant l'État successeur de la Yougoslavie. La Serbie n'a pas d'ambassadeur résident au Bangladesh, mais seulement un consul honoraire, Syed Kader Iqbal en 2020, à Dacca, la capitale du Bangladesh,. L'ambassade du Bangladesh à Rome, en Italie, est accréditée pour la Serbie.

## Coopération économique
Le Bangladesh et la Serbie ont montré leur intérêt mutuel à développer les activités économiques bilatérales entre les deux pays et ont pris les mesures nécessaires à cet égard. La Serbie a exprimé son intérêt pour la création de coentreprises avec des entreprises bangladaises afin d'accroître les échanges et les investissements bilatéraux. Les produits pharmaceutiques, les articles textiles, les vêtements confectionnés et les articles en cuir du Bangladesh ont été identifiés comme des produits ayant un bon potentiel sur le marché serbe.

## Visites d'État
Il n'y a eu aucun échange de visites de hauts fonctionnaires au cours des vingt dernières années. L'ancien ministre des affaires étrangères, Vuk Jeremić, a eu plusieurs entretiens bilatéraux avec l'ancien ministre des affaires étrangères Dipu Moni en marge des réunions multilatérales. Le premier vice-premier ministre et ministre des affaires étrangères Ivica Dačić a rencontré le ministre des affaires étrangères Abul Hassan Mahmood Ali (en) à La Haye, en marge de la Conférence mondiale sur le cyberespace.